# Osarimen Ebagua
Osarimen Giulio Ebagua (n. 6 de junio de 1986, Benin City, Nigeria) es un futbolista italiano, que se desempeña como delantero, y cuyo club actual es el Bisceglie de la Serie C de Italia.

## Carrera
Nacido en Nigeria, se trasladó a Italia con su padre cuando tenía un mes de edad. Vivió en Roma, y se convirtió en un ciudadano italiano. Él jugó para las divisiones inferiores del Torino, antes de ser liberado en junio de 2005 después de que Torino fuera a la quiebra. Comenzó su carrera profesional en la Serie C2 con el Casale. Después de que el descenso de Casale , se unió a la Serie C2, pero pronto volvió a Casale en la Serie D. En la temporada 2007-08, se fue a otro club, el Novara, pero no pudo jugar con regularidad en la Serie C1. En enero de 2008, dejó por un breve período con la Serie C1 del club Pescara . En julio de 2008, se unió a Canavese. Él anotó 11 goles para Canavese en la Lega Pro Seconda Divisione.
En julio de 2009, que fue fichado por el Varese, junto con sus compatriotas Wilfred Osuji y Umunegbu Kingsley. Con sus goles, contribuyó al ascenso del Varese a la Serie B después de 25 años.
El 31 de enero de 2012, se incorporó a Calcio Catania en la Serie A en préstamo de Torino para el resto de la temporada.

## Clubes
| Club                    | País                   | Año           |
| ----------------------- | ---------------------- | ------------- |
| A.S. Casale             | Italia                 | 2005-2007     |
| Novara Calcio           | Italia                 | 2007-2008     |
| Pescara Calcio (cedido) | Italia                 | 2008          |
| F.C. Canavese           | Italia                 | 2008-2009     |
| A.S. Varese             | Italia                 | 2009-2011     |
| Torino F.C.             | Italia                 | 2011-2012     |
| Calcio Catania (cedido) | Italia                 | 2012          |
| A.S. Varese             | Italia                 | 2012-2013     |
| Spezia                  | Italia                 | 2013-2015     |
| Bari (cedido)           | Italia                 | 2015          |
| Como                    | Italia                 | 2015          |
| Vicenza                 | Italia                 | 2016          |
| Pro Vercelli            | Italia                 | 2016-2017     |
| Vicenza (cedido)        | Italia                 | 2017          |
| Baniyas                 | Emiratos Árabes Unidos | 2017-2018     |
| Bisceglie               | Italia                 | 2019-presente |